# Marco Zanetti (Eishockeyspieler)
Marco Zanetti (* 12. März 2002 in Varese) ist ein italienischer Eishockeyspieler, der seit 2014 beim HC Lugano aus der Schweizer National League unter Vertrag steht und dort auf der Position des rechten Flügelstürmers spielt.

## Karriere
Marco Zanetti, der aus dem lombardischen Varese stammt, verbrachte seine gesamte bisherige Karriere in der Schweiz. Nachdem er als Kind zunächst beim HC Chiasso gespielt hatte, wechselte er als Zwölfjähriger zum HC Lugano. Beim Team aus dem Tessin durchlief er sämtliche Nachwuchsteams und stieg zur Saison 2022/23 in die Profimannschaft in der National League auf. Am 1. Oktober 2022 debütierte er in der ersten Mannschaft. Am Ende seiner ersten National-League-Saison unterschrieb er einen Vertrag beim HC Lugano bis 2026.
Von 2021 bis 2023 absolvierte er vereinzelt auch Spiele für die HCB Ticino Rockets in der zweitklassigen Swiss League.

### International
Im Juniorenbereich nahm Zanetti mit der U20-Auswahl an der U20-Weltmeisterschaft 2022 in der Division IIA teil, als er die beste Plus/Minus-Bilanz erreichte. Zudem gelang der Aufstieg in die Division IB.
Zanetti absolvierte sein erstes Turnier in der italienischen A-Nationalmannschaft bei der Weltmeisterschaft 2023 in der Division IA. Zwei Jahre später gelang dem Stürmer bei der Weltmeisterschaft der Division IA der Aufstieg in die Top-Division.

## Erfolge und Auszeichnungen
- 2022 Aufstieg in die Division IB bei der U20-Junioren-Weltmeisterschaft der Division IIA
- 2022 Beste Plus/Minus-Bilanz der U20-Junioren-Weltmeisterschaft der Division IIA
- 2025 Aufstieg in die Top-Division bei der Weltmeisterschaft der Division IA

## Karrierestatistik
Stand: Ende der Saison 2024/25

### International
Vertrat Italien bei:
- U20-Junioren-Weltmeisterschaft der Division IIA 2022
- Weltmeisterschaft der Division IA 2023
- Weltmeisterschaft der Division IA 2025

(Legende zur Spielerstatistik: Sp oder GP = absolvierte Spiele; T oder G = erzielte Tore; V oder A = erzielte Assists; Pkt oder Pts = erzielte Scorerpunkte; SM oder PIM = erhaltene Strafminuten; +/− = Plus/Minus-Bilanz; PP = erzielte Überzahltore; SH = erzielte Unterzahltore; GW = erzielte Siegtore; 1 Play-downs/Relegation; Kursiv: Statistik nicht vollständig)